# Whippingham
Whippingham – wieś w Anglii, na wyspie Wight. Leży 4 km na północny wschód od miasta Newport i 118 km na południowy zachód od Londynu.